# Papryka friggitello

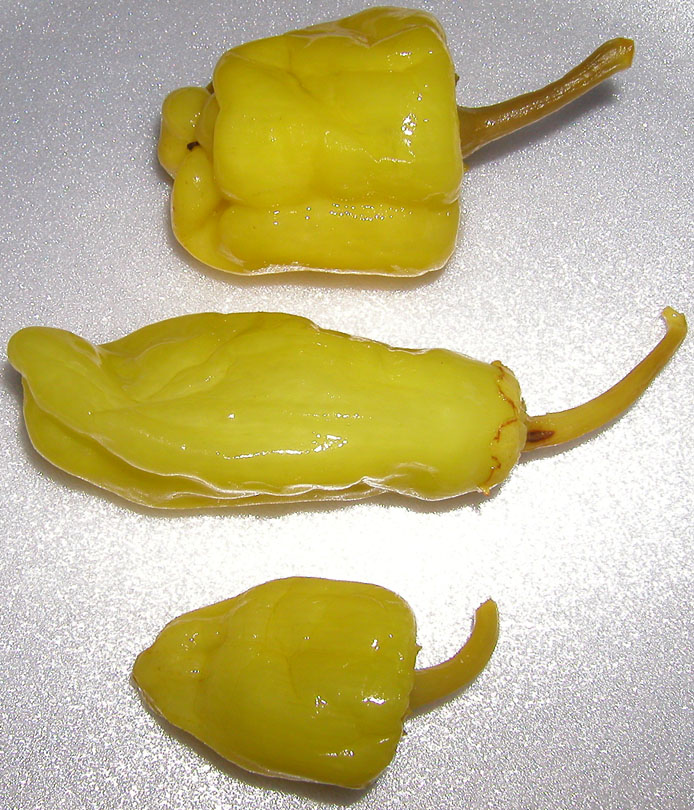
Papryka friggitello

Friggitello – kultywar papryki rocznej. Pochodzi z Włoch (Toskanii), niektóre źródła podają Peru. Charakteryzuje ją lekko pikantny i gorzkawy smak, choć zaliczana jest raczej do słodkich odmian tego warzywa. 
Ostrość tej papryki wynosi 500–1000 w skali Scoville’a.
Papryka może być dodatkiem do kanapek, pizzy czy sałatek, bywa też składnikiem kebaba. Często sporządza się marynaty.
W związku z tym, że we Włoszech terminem peperone (l.mn. peperoni) określane są wszystkie rodzaje papryk, ze wskazaniem na odmiany słodkie, papryka z Toskanii nazywana bywa w Polsce potocznie papryką peperoni, w wyniku czego nazwę tę dzieli z pochodzącą z Kalabrii ostrą papryką.